# Samir Bellahcene
Samir Bellahcene (Montpellier, 20 de febrero de 1995) es un jugador de balonmano francés que juega de portero en el TVB 1898 Stuttgart. Es internacional con la selección de balonmano de Francia.
Su primer gran campeonato con la selección fue el Campeonato Europeo de Balonmano Masculino de 2024.

## Palmarés

### Selección nacional
| Campeonato Mundial | Campeonato Mundial           | Campeonato Mundial | Campeonato Mundial |
| Año                | Lugar                        | Medalla            |                    |
| ------------------ | ---------------------------- | ------------------ | ------------------ |
| 2025               | Croacia, Dinamarca y Noruega | Medalla de bronce  |                    |
| Campeonato Europeo |                              |                    |                    |
| Año                | Lugar                        | Medalla            |                    |
| 2024               | Alemania                     | Medalla de oro     |                    |

### Montpellier
- Copa de Francia de balonmano (2): 2013, 2016
- Copa de la Liga de balonmano (2): 2014, 2016

## Clubes
| Club                   | País     | Año       |
| ---------------------- | -------- | --------- |
| Montpellier Handball   | Francia  | 2012-2017 |
| Massy Essonne Handball | Francia  | 2017-2018 |
| Dunkerque HGL          | Francia  | 2018-2023 |
| THW Kiel               | Alemania | 2023-2024 |
| TVB 1898 Stuttgart     | Alemania | 2024-Act. |